# 진안군의 지질

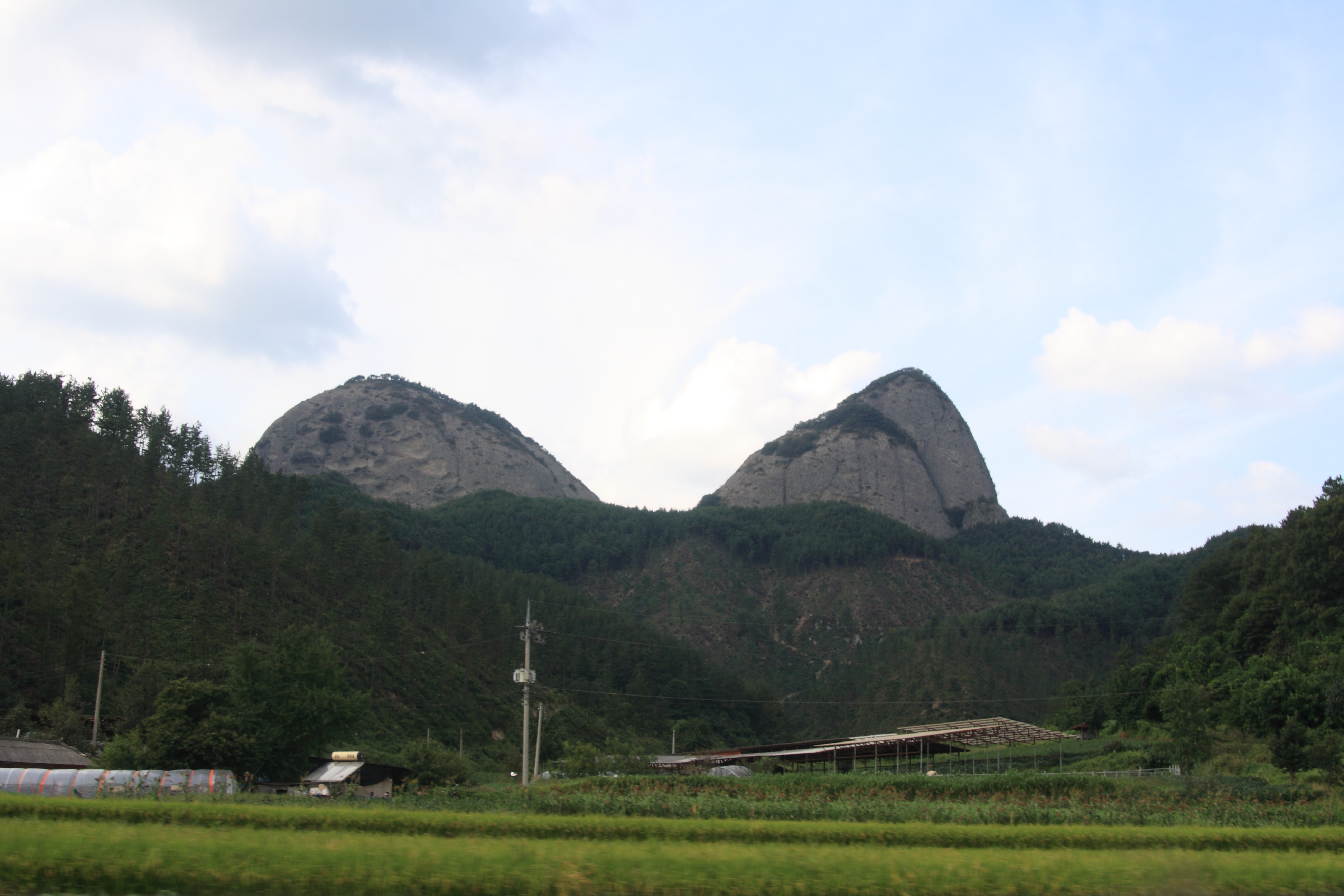
진안무주 국가지질공원 마이산

본 문서에서는 대한민국 전북특별자치도 진안군의 지질과 진안군 내 진안무주 국가지질공원의 지질유산(마이산, 구봉산, 천반산, 운일암반일암, 운교리 삼각주 퇴적층) 및 진안 분지와 광주 단층에 대해 설명한다.

## 개요
전북특별자치도 진안군은 지체 구조상 영남 지괴/영남 육괴와 옥천 습곡대/옥천대의 경계에 위치해 있어, 진안군 동부 지역에는 선캄브리아기 편마암류가 분포하며, 진안군 북서부 구봉산~운장산 및 운일암반일암 지역에는 중생대 백악기 화강암과 화산암이 분포한다. 진안군 남서부 마이산~성수면 지역은 북동-남서 방향의 주향 이동 단층에 의해 형성된 주향이동 분지 진안 분지에 해당해 중생대 백악기의 퇴적암 지층 진안층군이 분포한다.

### 진안무주 국가지질공원
진안무주 국가지질공원(Jinan·Muju National Geopark)은 대한민국 전북특별자치도 북동부 진안군과 무주군에 설치된 대한민국 국가지질공원으로, 2019년 7월 10일에 대한민국 국가지질공원으로 지정되었으며 무주군과 진안군의 10개 지질명소로 구성된다. 영남 육괴의 고원생대 변성암과 중생대 백악기의 인리형 분지가 있는 진안-무주 지역은 한반도 지구조의 진화를 해석하는 데 중요하며 암석이 풍화와 침식을 받아 형성된 타포니, 감입곡류 하천, 폭포 등 지질 지형이 분포하여 지질학 교육 장소로 가치가 있다.

### 지질도폭
진안군 중 마이산 지역은 일제 강점기인 1924~1925년 일본인 지질학자 시마무라 신베이(島村新兵衛)에 의해 지질조사가 수행되었다. 1:5만 지질도폭 상으로,
- 금산 지질도폭(1978) 남단 (주천면 무릉리, 용덕리 일부 지역)[3]
- 용담 지질도폭(1973) 중·동부 (주천면, 운일암반일암, 용담면 서부, 정천면, 부귀면 북부, 상전면 북서부)[4]
- 장기리 지질도폭(1969) 서부 (용담면 동부, 안천면, 상전면 북동부, 동향면 북부)[5]
- 진안 지질도폭(1924) 대부분 (부귀면 남부, 성수면, 마령면, 백운면, 진안읍, 마이산, 상전면 남서부)[6]
- 장계 지질도폭(1993) 북서부 (상전면 남동부, 동향면 남부)[7]
- 오수 지질도폭(1984) 북단 (성수면 구신리 일부 지역, 백운면 남단, 성수산, 데미샘)[8]

에 해당한다.

## 선캄브리아기영남 육괴
진안군 동부 지역은 영남 지괴/영남 육괴에 속해 선캄브리아기 암석이 분포하며 변성퇴적암인 용포리층과 장기리 지질도폭(1969)에서 원남층군으로 분류된 화강암질 편마암, 우백화강암질 편마암, 반상변정화강암질 편마암 등 화강편마암류가 분포한다. 진안군 남동부 지역에는 성수산을 지나 곡성군으로 이어지는 결정편암이 분포한다.

### 용포리층
용포리층(Yongpori Formation)은 무주군 무주읍 용포리를 표식지로 하여 무주군 부남면과 진안군 용담면 송풍리, 호계리, 주천면 운봉리, 정천면 일부 지역에 분포하는 선캄브리아기 변성퇴적암 지층으로 장기리 지질도폭(1969)에서는 원남층군으로 분류되었다. 용포리층은 니질 및 사질 기원 퇴적암의 호층이며 우백화강암질 편마암, 흑운모-녹니석편암, 운모질규암, 장석-석영 편암, 장석편암, 백색규암, 천매암질편암, 석회질편암, 각섬석편마암, 각섬편암 등 여러 종류의 편암으로 구성되고 박층의 규암을 협재한다. 또한 미약하게 점판암 및 석회암질 부분이 있다.

### 화강암질 편마암
화강암질 편마암/화강편마암은 진안군 안천면, 상전면 서부, 진안읍, 백운면 서부 지역에 분포하며 장기리 지질도폭(1969)에서는 원남층군으로 분류되었다. 화강암질 편마암의 일부분은 용포리층 내에서 편마암상으로 나타난다. 화강암질 편마암 내에는 박층의 운모편암과 규암이 협재되며 상전면 수동리 지역에서는 엽리가 나타난다. (암)회색을 띠며 석영, 장석 및 흑운모로 구성된다.

### 변성퇴적암
변성퇴적암은 진안군 진안읍 물곡리에서 백운면 반송리와 성수산(876 m)을 지나 임실군 지역으로 이어지며 북동-남서 방향으로 길게 분포한다. 흑운모 편암, 운모편암, 흑색점판암, 규암 등으로 구성되며 규암 내에는 전단대의 영향으로 발달한 압쇄암(Mylonite)에 해당하는 견운모석영편암이 협재된다.

## 진안 분지진안층군
진안 분지(鎭安 盆地, Jinan Basin)는 대한민국 전북특별자치도 내 마이산과 진안군 부귀면, 마령면, 완주군 상관면, 임실군 관촌면, 신덕면, 운암면에 걸쳐 있는 중생대 백악기의 육성 퇴적 분지로, 중생대 백악기의 육성 퇴적암 지층 진안층군(鎭安層群, Jinan Group)과 이를 관입 및 분출한 화산암으로 구성된다. 진안 분지는 북동-남서 방향의 주향 이동 단층의 우수향 전단운동에 따른 인장에 의해 형성된 주향이동 분지이다. 진안 분지의 규모는 길이 32 km, 폭 18 km 규모에 면적은 약 580 km2이다.
진안 분지를 구성하는 육성 퇴적암 지층 진안층군은 중생대 백악기에 형성되었으며 시마무라 신베이(島村新兵衛)는 진안 지질도폭(1924)에서 진안층군을 밑에서부터 만덕산층, 달길층, 산수동층과 마이산을 구성하는 마이산 역암층으로 구분하였다. 진안층군의 퇴적 환경은 삼각주 및 호수 환경을 지시하며 분지 침강이 북동쪽으로 증가하는 조건 하에서 형성된 것으로 추정된다.

### 만덕산층
만덕산층(萬德山層, Mandeoksan Mt. Formation)은 전북특별자치도 완주군 상관면 마치리의 만덕산(765 m)을 표식지로 하여 진안 분지 북서부인 진안군 부귀면 세동리, 완주군 소양면 신촌리, 상관면 의암리, 신리, 구이면 계곡리, 임실군 신덕면 조월리, 정읍시 산외면 화죽리 지역에 분포한다. 완주군 소양면 신촌리~진안군 부귀면 신정리 지역의 만덕산층은 역암이 우세하고 사암과 셰일이 협재된다. 역암의 자갈은 편마암, 편암, 규암 및 변성사암으로 구성되며 자갈의 장경은 신촌리에서 최대 20 cm 정도이다. 층리가 비교적 잘 발달하고 소규모의 단층면이 관찰되며 여러 곳에 규장질 암맥이 관입하였다.

### 달길층
달길층(達吉層, Dalgil Formation)은 진안군 성수면, 임실군 관촌면 상월리, 신덕면, 완주군 상관면 지역에 넓게 분포하며 두께는 약 1500 m이다. 주로 응회암과 응회질사암 및 셰일로 구성된다. 진안군 부귀면 세동리 부암마을~우정마을 지역에서는 암회색 셰일이 북동 주향에 남동쪽으로 20° 경사하며 대부분 혼펠스화 되었다. 진안군 성수면 중길리 지역에서는 협재된 셰일과 사암이 거의 다 혼펠스화 되어 있고 곳곳에 소규모의 석영반암이 관입해 있으며 소규모의 배사 습곡 구조로 주향과 경사가 변한다. 진안군 성수면 용포리 송촌마을 지역에서는 흑색 사암이 나타나며 곳곳에 규장암과 우백질 화강암이 관입해 있다.

### 산수동층
산수동층(山水洞層, Sansudong Formation)은 진안군 성수면 좌포리 산수동마을을 표식지로 하여 마령면 덕천리, 성수면 도통리, 외궁리, 좌산리, 신기리 지역에 분포한다. 진안군 마령면 덕천리 판치저수지 동변에서는 녹회색 사암 내에 박층의 암회색 내지 흑색 셰일이 협재하며 북동 주향에 남동쪽으로 30~35° 경사한다. 진안군 성수면 외궁리 지역에서는 흑색 셰일과 역암이 호층을 형성한다. 성수면 신기리~임실군 관촌면 복흥리 지역에서는 사암과 셰일이 교호하며 주향은 북동 10~40°에 남동쪽으로 경사한다.

### 마이산 역암층
마이산 역암층(馬耳山 礫巖層, Maisan Conglomerate Formation)은 마이산을 표식지로 하여 진안 분지 남동부의 진안군 진안읍 연장리, 마이산, 마령면 동촌리, 강정리, 내동산(887 m), 임실군 임실읍 금성리, 두곡리, 용요산(491 m), 백이산(530 m), 운암면 학암리를 지나 청웅면 향교리에서 폭이 좁아져 강진면 갈담리 북방에서 단층에 잘려 더 이상 분포하지 않는다. 진안군 정천면 지역에서는 선캄브리아기 화강암질 편마암을 부정합으로 덮으며 자갈의 크기는 3 mm~55 cm에 분급이 불량하고 자갈의 종류는 역은 석영반암, 화강반암, 맥석영, 화강암, 화강편마암, 우백질 화강암, 규암, 반화강암, 백운모 화강암, 석영-운모편암 및 흑운모편암 등이다. 임실읍 현곡리까지는 편상 화강암과 단층으로 접하나 그 이남에서는 부정합 관계이며 안산암 및 유문암에 의해 관입당하거나 부정합으로 덮힌다. 자갈은 분급이 불량하고 아원형 내지 아각형이며 종류는 화강암질 편마암, 화강암, 흑운모 편마암, 규암, 흑색 점판암, 천매암, 석영맥, 안산암질암 및 사암 등으로 다양하다. 지층의 두께는 1000~1500 m이다.

### 화성암
임실군 지역에서 도로 확장 공사 중 발견된 진안 분지의 화산암 노두에서는 안산암, 안산암질 응회암, 안산암질 화산각력암과 함께 화도(volcanic vent)와 마그마 주입(magma injection)과 같은 화산 기원 구조가 발달한다. 진안 분지와 무주 분지가 형성될 때 주변 단층이 지하 깊은 곳까지 연결되어 이 단층들을 통해 마그마가 이동해 두 분지에 화산암과 화산쇄설암이 형성된 것으로 추정된다. 진안 분지 내 화산암에 대한 칼륨-아르곤 연대 측정 결과는 염기성 화산암이 93.1 Ma, 염기성 화산암을 덮는 산성 화산암이 90.1~88.1 Ma, 산서 화산암을 관입한 중성 암맥이 76.7 Ma 으로 진안 분지 내 화산 활동은 9300만년 전이나 그 이전에 시작되었으며 7600만년 전에는 매우 두꺼운 화산암이 쌓여 있었음을 지시한다.

### 진안무주 국가지질공원마이산
진안 분지는 신생대에 융기하여 마이산을 형성하였는데 그 원인은 인도 대륙이 신생대에 유라시아판에 충돌할 때 동쪽으로 압축력을 발생시켜 진안 분지를 형성한 단층의 좌수향 주향이동 운동이 우수향으로 전환되어 진안 분지를 포함하여 호남전단대를 따라 형성된 분지들이 융기하였기 때문인 것으로 추정된다.

## 백악기화성암
진안군 북서부 운장산, 구봉산과 주천면 지역에는 중생대 백악기의 산성 화산암류와 알칼리 화강암이 분포하며 완주군 지역으로 이어진다.

### 산성 화산암류
산성 화산암류는 진안군 부귀면 북부 연석산(928 m)~운장산(1125 m) 지역에서 정천면 북서부, 구봉산(1002 m), 주천면의 대부분 지역과 운일암반일암 지역에 분포하는 화산암으로 선캄브리아기 변성암과 백악기 퇴적암을 관입하거나 국지적으로 분출하여 덮고 있다. 유문암질 석영안산암, 석영안산암, 석영반암, 화강반암, 규장암, 유문암 등으로 구성되며 유문암질 석영안산암과 유문암은 유동 구조가 발달한다. 진안군 부귀면 궁항리~운장산 지역에서는 유문암, 석영반암과 규장암이 호층을 형성한다. 산성 화산암류는 운일암반일암이 있는 진안군 주천면 대불리의 계곡에서 잘 관찰할 수 있다.

### 알칼리 화강암
알칼리 화강암은 진안군 주천면 대불리 서부와 주양리 신양리, 용덕리, 성치산(671 m)과 용담면 북부 산악 지대에 분포하는 백악기의 화강암으로 완주군과 금산군 지역으로 이어진다. 선캄브리아기 용포리층을 관입하여 편암을 포획하며 주천면 주양리에서는 산성 화산암류를 관입하였고 용담면 북동부에서 규장암에 관입당했다. 주로 홍색의 장석과 석영 및 소량의 흑운모로 구성된다.

### 암맥
암맥은 규장암, 화강반암, 석영반암 등 산성암맥으로 선캄브리아기 변성암과 백악기 퇴적암 및 화산암을 관입한다. 규장암은 화산 활동이 끝난 후 화산암체의 주변부에 암주(巖柱) 형태로 분포한다. 염기성 암맥은 매우 드물며 주로 안산암과 황반암이고 정천면 봉학리 지역에서는 황반암이 북동 방향으로 백악기 퇴적암을 관입했다.

### 진안무주 국가지질공원운일암반일암
운일암·반일암(Unilam-Banilam)은 전라북도 진안군 주천면 대불리의 관광지이며 진안무주 국가지질공원의 지질명소이다. 운일암반일암은 진안군 주천면 대불리의 계곡에 발달하는 기암괴석으로 진안군의 대표적인 여름철 관광지로 손 꼽히는 곳이다. 운일암반일암은 구름만이 오갈 수 있으며 햇빛을 볼 수 있는 시간이 반나절 밖에 되지 않는다 하여 붙여진 이름이다. 계곡 곳곳에 과거 화산 활동의 흔적인 주상절리와 기공 구조 등의 지질구조가 있다.
운일암반일암
- 진안무주 국가지질공원 안내판
- 운일암반일암
- 국지도 제55호선과 운일암반일암 구름다리

## 기타 암석

### 옥천 누층군마전리층
진안군 북서부 끝 진안군 주천면 무릉리 지역에는 변성퇴적암 옥천 누층군의 마전리층이 소규모로 분포하며 금산군 남이면 대양리 지역으로 이어진다. 마전리층은 석회규산염암과 석회암으로 구성된다. 석회암은 부분적으로 호상 구조를 보인다.

### 적상산층군 대덕산층
진안군 상전면 월포리~대덕산(593 m)~고산(875 m)~천반산(647 m)과 진안읍 가막리 병풍바위 지역에는 주로 응회암으로 구성된 화산암 지층이 분포하는데 진안 지질도폭(1924)에서는 석영반암, 장기리 지질도폭(1969)에서는 응회암, 사암, 역암, 반암으로 구성되고 셰일이 협재된 적상산층군 대덕산층, 용담 지질도폭(1973)에서는 (석영/각력질)안산암, 유문암질 안산암과 규장암, 석영반암, 유문암, 응회암으로 구성된 중성화산암류, 장계 지질도폭(1994)에서는 역암, 사암, 셰일과 응회암으로 구성된 층회암(層灰岩, Tuffite)으로 분류하였다. 진안군 진안읍 가막리의 죽도 지역에는 금강과 구량천이 만나는 곳에 절벽과 폭포가 있다.

## 단층
진안군에는 진안 분지의 경계 단층이 북동-남서 방향으로 크게 발달하며, 이 단층은 광주 단층과 전주 단층으로 이어진다. 진안군 용담면 호계리 지점에서는 제4기에 활동한 활성단층의 노두가 발견되었다.

### 진안 분지경계 단층
인리형 분지인 진안 분지의 북서부와 남동부 경계는 단층으로 중생대 백악기 진안층군과 영남 육괴의 선캄브리아기 화강편마암(남동측) 및 화강암(북서측)이 단층으로 접한다.

### 광주 단층
광주 단층은 진안 분지의 북동쪽 끝에서 시작하며 진안군 진안읍 이북에서는 영남 육괴 기반암과 진안 분지 퇴적암의 경계를 형성하는 단층이 관찰된다. 진안 분지의 북쪽 경계를 형성하는 단층은 남쪽으로 광주 단층으로 이어지며, 황재하와 최범영(2012)은 진안 분지의 응력축 방향이 경상 분지에 비해 반시계 방향으로 미세하게 회전한 것이 진안 분지의 경계 단층의 운동에 의한 지괴의 회전에 의한 결과일 가능성을 제시하였다.
전북특별자치도 진안군 용담면 호계리 지점(북위 35° 55′ 48.66″ 동경 127° 27′ 42.89″ / 북위 35.9301833°  동경 127.4619139° ) 지점의 노두는 편마암과 화강암이 혼합된 혼성암(미그마타이트) 중 화강암 부분에 발달하며, 단층면의 주향은 북동 20°, 경사는 남동 65° 이고 녹회색의 단층비지대가 0.5~6 cm 폭으로 발달한다. ESR 연대측정 결과 420±45 ka로 측정되어 이 단층은 제4기에 활동한 활성단층이다.

### 전주 단층
전주 단층은 진안 분지 북서쪽 끝에서 시작되나, 진안 분지 최북단에서 광주 단층과 인접하며 용담호를 지나가면서 옥천대의 경계 단층에 수렴한다.

## 같이 보기
- 진안무주 국가지질공원
  - 마이산
  - 운일암반일암
- 진안 분지
  - 광주 단층
  - 전주 단층